# Karel Maxmilián Kinský
Karel Maxmilián Filip Ivan kníže Kinský z Vchynic a Tetova (* 10. ledna 1967 Buenos Aires) je členem rodu Kinských.
Pracoval tři roky ve finančním sektoru v Praze a v současné době[kdy?] žije s rodinou v Londýně.

## Rodina
Dne 29. dubna 2000 se oženil v Buenos Aires s Marií de los Dolores Beccar Varela (* 8. 6. 1971 Buenos Aires). Spolu mají tři syny:
- Wenzel Ferdinand Bonaventura Maria (* 30. duben 2002 Buenos Aires)
- Maximilian Benedikt Bonaventura Maria Nepomuk (* 24. březen 2006 Londýn)
- Stephan Wilhelm Maria (* 22. leden 2008 Londýn)